# César-Auguste Laraignée
César-Augusto Laraignée est un footballeur argentin né le 10 février 1949 à Buenos Aires (Argentine).
Grand gabarit (1,82 m pour 75 kg), il était arrière central.

## Biographie

### Carrière de footballeur
Formé au Club Atlético River Plate, club de Buenos Aires, il est repéré en 1972 par Robert Marion, trésorier du Stade de Reims et spécialiste du recrutement d’argentins pour le club champenois. 
Il côtoie à Reims ses compatriotes Delio Onnis, Carlos Bianchi et Santiago Santamaria. La fin de sa carrière est perturbée en 1977 par une opération au genou. 
Après deux saisons au Stade lavallois, il termine sa carrière au FC Rouen en Division 2, et quitte la France en novembre 1980.
Au total, il joue 180 matchs et marque 16 buts en Division 1.

### Reconversion
En 2012, il est l'entraîneur de l'équipe réserve de River qui remporte la Copa Libertadores des moins de 20 ans. Avant de diriger cette équipe, il a dirigé le Deportivo Laferrere et Comunicaciones.
Aujourd’hui, il est chargé du recrutement dans le club de ses débuts, River Plate.

## Carrière de joueur
- 1969-1972 :  River Plate
- 1972-1977 :  Stade de Reims (165 matchs et 16 buts en D1)
- 1977-1978 :  Stade lavallois (15 matchs en D1)
- 1978-1979 :  Olympique Avignon (23 matchs en D2)
- 1979-1981 :  FC Rouen (42 matchs et 5 buts en D2)[2]

## Palmarès
- International argentin en 1971
- Vainqueur de la Copa Lipton en 1971 (Argentine contre Uruguay)
- Vainqueur de la Copa Rosa Chevallier Boutell en 1971 (Argentine contre Paraguay)

## Source
- Marc Barreaud, Dictionnaire des footballeurs étrangers du championnat professionnel français (1932-1997), l’Harmattan, 1997, cf. page 97.